# Дръзки (1907)
«Дръзки» — болгарський міноносець.
Він найбільш відомий своїми діями під час Балканської війни, коли 8 листопада 1912 року під командуванням мічмана I рангу Георгія Купова завдав важкої поразки та вивів з ладу захищений крейсер «Султан Абдул Гамід» («Хамідіє»), який загрожував обстрілами Варни і Балчика своєю артилерією та здійснював охорону турецьких військових транспортів від Констанци до Константинополя. Це була велика перемога для невеликого болгарського флоту, яка фактично нейтралізувала будь-які активні османські морські операції в Чорному морі до повної поразки Османської імперії у війні.

## Створення болгарської торпедної ескадри
У 1903 році, незважаючи на суперечки болгарській громадськості щодо необхідності будівництва військово-морського флоту та супутніх підозр у зловживаннях, болгарський уряд домовився з французькою компанією «Schneider & Co» про виробництво міноносців. На початку 1904р болгарські представники на чолі з французом на болгарській службі, капітаном I рангу Пішоном підписують контракт на виробництво трьох однотипних міноносців. У 1905 і 1906 роках таємно через Босфор кораблі по частинах були доставлені до Болгарії, де їх збирали і спускали на воду. Один з них був «Дръзки». Тим часом болгарський уряд замовив ще три есмінці, які увійшли до складу флоту в 1909 році. За цим же проектом «Шнайдер енд Компані» також побудувала кілька міноносців для майбутнього супротивника Болгарії — Османського флоту, серед яких «Демір-Хісар» відзначився під час Першої світової війни.
Болгарські міноносці отримали однотипні «Дръзки» разом з навчальним крейсером «Надежда» склали основу невеликих болгарських військово-морських сил під час Балканських воєн і початку Першої світової війни. Есмінці і крейсер утворюють «Мобільну оборону» флотилії.

## Під час Балканської війни

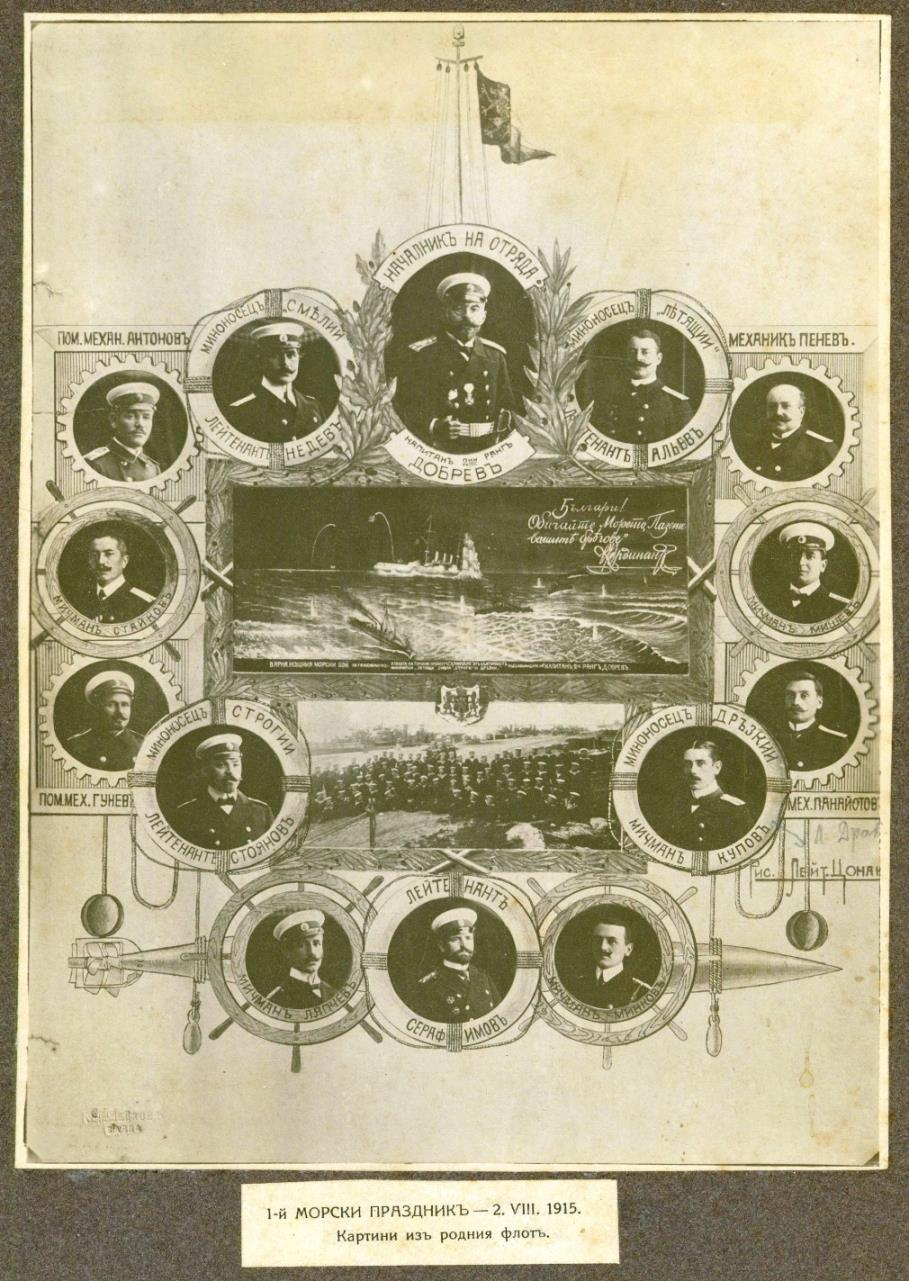
Екіпаж міноносців «Дръзки», «Смели», «Летящи» и «Строги»

Під час Балканської війни 1912—1913 рр. перед болгарським флотом стояло завдання вести боротьбу проти багаторазово переважаючого османського Чорноморського флоту, завданням якого буві захист лівого флангу османських військ у Фракії, а також блокування та бомбардування болгарського узбережжя, зберігаючи загрозу можлива висадки десанту на болгарський берег. Іншим завданням османських військово-морських сил було забезпечення єдиної прямої лінії доставки військових матеріалів з Німеччини через румунський порт Кюстеня (сьогодні Констанца) до Константинополя.
7 листопада 1912 р. Штаб ВМС Болгарії отримав інформацію про те, що два єгипетські кораблі завантажуються військовими припасами для Османської імперії в Кюстені. Чотирьом есмінцям — «Летящи», «Строгі», «Смели» і «Дръзки» під командуванням капітана II рангу Димитра Добрева було поставлено завдання перехопити кораблі біля берегів Болгарії. 7-8 листопада есмінці зіткнулися з османським крейсером «Хамідіє», який супроводжував конвой. Вони атакували крейсер, обстрілюючи його торпедами. Флагман «Летящи» першим атакував з 500—600 метрів, але торпеди не влучили в ціль, оскільки «Хамідіє», яким командував Хусейн Рауф-Бей (один з кращих турецьких капітанів), вдало маневрував.
Крейсер вів потужний вогонь по атакуючим болгарським кораблям, головним чином по «Смели», яка стріляла торпедами з 300 м, і по «Строгі», який випустив свою зі 100 м. Всі три міноносця не змогли влучити в ціль, у «Смели» влучив ворожий снаряд. «Дръзки» під командуванням мічмана I рангу Георгія Купова, незважаючи на інтенсивний вогонь, підійшли на відстань близько 60 м і майже впритул випустили торпеду. Крейсер був підбитий в носову частину, вибух болгарської торпеди відкрив великий пролом і завдав йому серйозних пошкоджень. Есмінці готуються до нової атаки, щоб остаточно потопити вороже судно, але чотири турецьких есмінці, які прибули під час бою і взяли в ньому участь, відкрили загороджувальний вогонь по болгарським кораблям і врятували крейсер від загибелі.
Вважається, що тільки спокійне море врятувало пошкоджену «Хамідіє» від затоплення. Згодом, після ремонту, «Хамідіє» прославився своїми діями проти грецьких військ в Егейському, Середземному та Іонічному морях. У 1938 році здійснив дружній візит до порту Варна.
Перемога болгарських міноносців стала другою перемогою болгарського флоту після визволення 1878 року. Вона не тільки завдала морального удару набагато сильнішому противнику, але й значною мірою паралізувала його спроби бомбардувати болгарське узбережжя протягом наступного періоду. місяців війни. Однак вперше болгарські моряки проявили свою мужність і вміння при обороні Видина під час Сербсько-болгарської війни 1885 року.

## Після Балканської війни

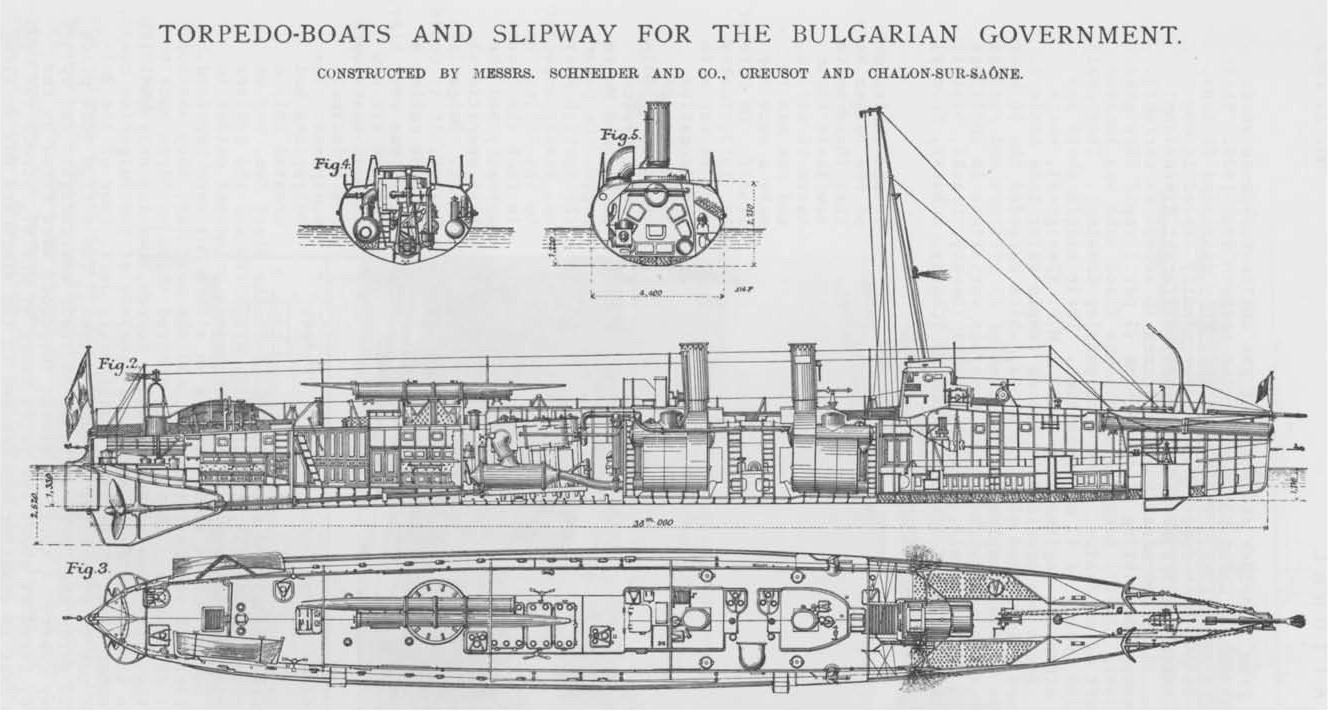
Креслення міноносців типу «Дръзки»

«Дразки», як і решта міноносців, брали участь у Першій світовій війні. Брав участь в мобільній протимінній обороні Чорноморського флоту. Після вигнання румунів і захоплення села Кранево 1 вересня 5 вересня 1916 р. вночі загін міноносців і три гребні катери висадили перший в новітній історії Болгарії морський десант.
Авангардний десант біля Балчика складався з 235 бійців, за ними в наступні дні ще 510 висадилися на узбережжі біля Балчика, Каварни, Каліакри. Вони зненацька атакували ворога, який значно переважав їх у живій силі, артилерії та кораблях, захопили узбережжя з портами та зерновими складами та добре підтримали просування 3-ї болгарської армії в Добруджі.
З 18 по 19 жовтня 1916 року міноносці «Дръзки», «Строги», «Смели» і «Летящи» під командуванням капітан-лейтенанта Рашка Серафимова поставили мінне загородження з 24 мін у визначеній акваторії перед с. Татлуджик на південь від Констанци. Таким чином, есмінцям російського флоту не вдалося вийти на позиції, зручні для обстрілу болгарських військ. Було обстріляно порт Констанци з його нафтовими та іншими складами.
З ліквідацією флоту за Нейїським договором, «Дръзки» був перекваліфікований у патрульний катер. У 1930—1931 роках там служив поет Нікола Вапцаров. У 1942 році на кораблі стався вибух і він затонув на причалі у Варні. Пізніше він був виведений з експлуатації, відремонтований і знову включений до складу ВМС.
У 1950 році був зданий на металобрухт, з нього знято озброєння, а корабель деякий час використовувався як плавуча мішень і джерело пари для тодішнього флагмана болгарського флоту — есмінця «Георгій Димитров».
З нагоди його 50-річчя в 1957 році було прийнято рішення увіковічнити «Дръзки», оскільки це найвідоміший болгарський військовий корабель. З цією метою одну гармату, одну димову трубу, таблички з іменами та інші збережені елементи оригіналу «Дръзки» встановили на тим часом списаному однотипному «Строги», який переобладнали в корабель-музей «Друзьки» і з листоп. 21 січня 1957 року він був серед експонатів Військово-морського музею у Варні. Це єдине судно такого класу, що збереглося з початку 20 століття.
Військово-морський музей у Варні, у якому знаходиться корабель «Дръзки», входить до сотні національних туристичних об'єктів.

## Сучасний військовий корабель
6 листопада 2005 року ім'я «Дръзки» було присвоєно придбаному у Бельгії фрегату «Ванделаар» (1977 р. побудови) для потреб болгарської армії, який у 2006 р. рішенням Ради міністрів був направлений у Середземне море для проведення операції НАТО «Активні зусилля» та першої військово-морської місії ООН UNIFIL MAROPS у територіальних водах Лівану.